# Lešek II.

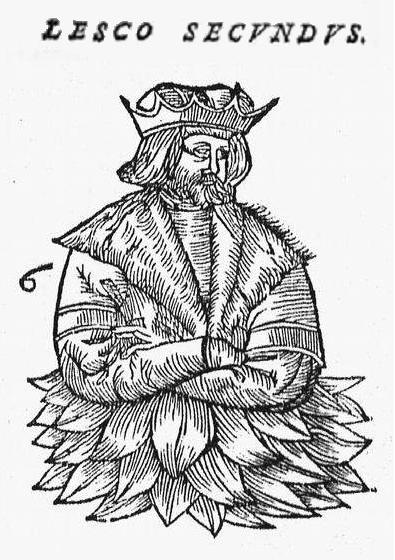
Lešek II.

Lešek II. (polsky Leszko II. Leszek, Lestek, Lestko) – je legendární vládce Polska, který byl poprvé zmíněn v Kronice Vincenta Kadlubka (polsky Kronika Wincentego Kadłubka). Domnělý prapředek dynastie Popielů, otec Leška III., děd Popiela I. a praděd Popiela II.

## Legenda podle Kadlubka
Podle Kadlubka po smrti Lestka I., který zemřel bezdětný, nastalo bezvládí. V kraji propukly boje o moc. Rada starších se rozhodla, že si zvolí nového vládce a to na základě vítězství v dostizích na koni. Novým knížetem se měl stát ten, kdo se první dotkne určeného sloupu (kůlu). Mezi jezdci se objevil neznámý bezejmenný mladík. Na cestě, která měla být trasou závodu, rozhodil železné hřebíky, a sám sobě si nechal bezpečnou stezku.
Když nadešel čas závodu, dva mládenci se pro zábavu rozhodli proběhnout onu trať. Poranili si nohy o poházené hřebíky a tím ohladili celý podvod. Během závodu onen neznámý mladík jel tryskem svou tajnou stezkou. Jeden z oněch dvou mládenců, kteří věděli o tom podvodu, podkoval svému koni kopyta tak, aby se o hřeby nezranil. Jel tryskem a díky tomu se dostal do cíle jako první a dotkl se kůlu. Druhý mládenec vyvolal v davu smích, když se rozhodl, že trasu závodu půjde pěšky. Navíc si zvolil delší cestu. U ono sloupu byl pak odhalen onen podvod, když se ukázalo, že kůň prvního mládence byl podkován. Ten byl okamžitě zajat a byl vydán na pospas zuřícímu davu. Podvodník vzal do zaječích. Druhý mládenec, když došel do cíle, byl ustanoven novým knížetem, a přijal jméno Lešek (polsky Leszek).

## Pozdější verze legendy
Legenda o Leškovi II. byla trochu upravena Janem Dluhošem (polsky Jan Długosz) ve Velkopolské kronice (polsky Kronika wielkopolska). Podle této verze byl onen podvodník s hřebíky měl jméno Lešek (polsky Leszek), podvod odhalil jen jeden mládenec a také se jmenoval také Lešek. První do cíle dorazil onen podvodník Lešek a po odhalení podvodu byl odsouzen k smrti, novým knížetem se stal Lešek, ten co podvod odhalil.
Dluhoš oslavoval válečnické nadání onoho knížete. Lešek se tak měl stát podle kronikáře vítězem bitev, které vedl s Uherskem, Moravou, Čechami a Německem. Měl vládnout dlouho a dožít se sedmdesáti let věku. Zemřel v bitvě se synem Karla Velikého.